# Pathri
Pathri é uma cidade  no distrito de Parbhani, no estado indiano de Maharashtra.

## Geografia
Pathri está localizada a 19° 15′ N, 76° 27′ L. Tem uma altitude média de 423 metros (1387 pés).

## Demografia
Segundo o censo de 2001, Pathri tinha uma população de 31,997 habitantes. Os indivíduos do sexo masculino constituem 51% da população e os do sexo feminino 49%. Pathri tem uma taxa de literacia de 61%, superior à média nacional de 59.5%: a literacia no sexo masculino é de 69% e no sexo feminino é de 53%. Em Pathri, 16% da população está abaixo dos 6 anos de idade.